# Bill Vukovich
William "Bill" Vukovich, Sr., född som Vaso Vučurović den 13 december 1918 i Fresno, Kalifornien, död 30 maj 1955 i Speedway, Indiana, var en amerikansk racerförare med serbiska föräldrar.

## Racingkarriär
Vukovich tävlade inom amerikansk ovalbanaracing i början av 1950-talet, och vann Indianapolis 500 åren 1953 och 1954. Han tävlade dock väldigt sparsamt i det nationella mästerskapet, vilket gjorde att enbart hans poäng från Indianapolis kunde ge honom en tredje plats 1953 och en fjärdeplats 1954. Vukovich ledde överlägset loppet 1955, när han kraschade efter en seriekrock med varvade bilar. Han körde in i Johnny Boyds bil och flög uppochnedvänd in i muren och avled direkt.
| 1. Indianapolis 1953 2. Indianapolis 1954 | 1. Indianapolis 1953 | 1. Indianapolis 1952 2. Indianapolis 1953 3. Indianapolis 1955 |